# Give Him the Ooh-La-La
Give Him the Ooh-La-La — третий студийный альбом американской певицы и пианистки Блоссом Дири, выпущенный в 1958 году на лейбле Verve Records. Альбом был записан при поддержке постоянного басиста Рэя Брауна, барабанщика Джо Джонса и гитариста Херба Эллиса, а аранжировки подготовила сама Дири.

## Отзывы критиков
| Оценки критиков                            | Оценки критиков |
| Источник                                   | Оценка          |
| ------------------------------------------ | --------------- |
| AllMusic                                   | [ 1 ]           |
| Encyclopedia of Popular Music              | [ 2 ]           |
| MusicHound Jazz: The Essential Album Guide | [ 3 ]           |
| The Penguin Guide to Jazz                  | [ 4 ]           |
| The Rolling Stone Jazz & Blues Album Guide | [ 5 ]           |

Стивен Кук из AllMusic отметил, что, как всегда, фортепиано и голос Дири наделены безупречной игривостью в озорных номерах, таких как заглавный трек, и в нежном пафосе баллад, таких как «Like Someone in Love», а также, что альбом содержит великолепную коллекцию мелодий в высшей точки её карьеры звукорежиссера. Рецензент журнала Cash Box положительно оценил альбом и добавил, что он может стать хитом у слушателей и диск-жокеев

## Список композиций
1. «Just One of Those Things» (Коул Портер) — 2:03
2. «Like Someone in Love» (Джонни Берк, Джимми Ван Хьюзен) — 4:33
3. «Between the Devil and the Deep Blue Sea» (Гарольд Арлен, Тед Колер) — 2:28
4. «They Say It’s Spring» (Марти Кларк, Боб Хеймс) — 3:46
5. «Try Your Wings» (Майкл Престон Барр, Дион Макгрегор) — 3:26
6. «Bang Goes the Drum (And You’re In Love)» (Дэвид Хенекер) — 3:24
7. «The Riviera» (Сай Коулман, Джозеф Аллен Маккарти) — 3:48
8. «The Middle of Love» (Морис Гудман, Билли Уоллингтон) — 2:35
9. «Plus je t’embrasse» (Бен Райан, Макс Франсуа) — 2:31
10. «Give Him the Ooh-La-La» (Коул Портер) — 2:41
11. «Let Me Love You» (Барт Ховард) — 2:44
12. «I Walk a Little Faster» (Сай Коулман, Кэролин Ли) — 4:18

Бонус-трек переиздания 1998 года
1. «Give Him the Ooh-La-La» (Alternate Take) — 4:35

## Участники записи
- Аранжировка, вокал, фортепиано — Блоссом Дири
- Бас — Рэй Браун
- Гитара — Херб Эллис
- Ударные — Джо Джонс